# Alle (Vresse-sur-Semois)
Alle, Alle-sur-Semois (wa. Yåle, Aule) – dzielnica (section) gminy Vresse-sur-Semois w Belgii, w Regionie Walońskim, w prowincji Namur, w okręgu Dinant. 1 stycznia 2020 roku liczyła 561 mieszkańców. Do 31 grudnia 1976 r. samodzielna gmina. Leży nad rzeką Semois. 

## Demografia
Liczba mieszkańców, stan na 1 stycznia:
| Rok                | 1930 | 1947 | 1961 | 2020 |
| ------------------ | ---- | ---- | ---- | ---- |
| Liczba mieszkańców | 605  | 584  | 539  | 561  |